# فيليب بيورك
فيليب بيورك هو لاعب هوكي الجليد سويدي، ولد في 1 أكتوبر 1986 في بلدية سولنتونا في السويد.

## وصلات خارجية
- فيليب بيورك على موقع EliteProspects.com (الإنجليزية)